# Campionat Mundial de Scrabble en Català
El Campionat Mundial de Scrabble en Català és un torneig de Scrabble organitzat des de 2005. N'existeixen dues modalitats: clàssica des de 2005 i duplicada des de 2015.
La primera edició del Campionat Mundial de Scrabble en Català, i fins a l'any 2015, l'organitzà la Unió Faristolaire (UF), conjuntament amb la col·laboració de diversos clubs i entitats de Scrabble en català. A partir de 2016 el campionat l'organitza l'Associació de Jugadors de Scrabble en català (AJUSC), també amb la col·laboració d'altres entitats escrablístiques.

## Campionat Mundial de Scrabble clàssic en català
La modalitat clàssica consisteix en partides entre dos jugadors, que s'enfronten un contra l'altre segons les normes de l'Scrabble clàssic en un seguit de rondes. Els aparellaments de cada ronda s'estableixen segons el reglament de cada edició i, habitualment, segueix els criteris del sistema suís. El guanyador del campionat queda determinat per la quantitat de punts aconseguits tenint en compte que cada victòria en una partida proporciona un punt i l'empat mig punt. En cas d'empat, el reglament de cada edició determina els criteris de desempat.

## Campionat Mundial de Scrabble duplicat en català
La modalitat duplicada apareix com a resposta al fet que en una partida clàssica intervé l'atzar, ja que un jugador pot rebre millors fitxes que un altre. En la modalitat duplicada tots els jugadors juguen amb les mateixes fitxes (desapareix l'atzar). Consisteix en una partida jugada per un programa informàtic o un director de partida, alhora que juguen els participants, que sempre han de trobar la jugada que proporciona més puntuació, en un temps màxim de 3 minuts. Cada jugador puntua els punts de la jugada personal de més puntuació que ha trobat en el temps disponible, però és la jugada de referència la que col·locaran al tauler, de manera que tots els participants tenen sempre el mateix tauler i les mateixes fitxes. El campionat mundial duplicat consisteix en dues partides duplicades i el guanyador del campionat queda determinat per la mitjana percentual de la puntuació aconseguida en cada en relació amb la puntuació aconseguida pel director o programa informàtic de referència. Les característiques d'aquesta modalitat no requereixen que els jugadors es coincideixen físicament, això ha permès que totes les edicions d'aquesta modalitat hagin tingut doble seu.

## Edicions del Mundial de Scrabble en català
El campionat s'organitzà durant 5 edicions els anys senars, des de l'any 2005 fins a l'any 2013. L'any 2014, tot i ser parell, es va fer la sisena edició i el campionat esdevingué anual, alternant les modalitats clàssica i duplicada. Els anys 2020 i 2021 no hi va haver cap edició, ni clàssica ni duplicada.
La primera edició del campionat fou l'any 2005 a Viladecavalls. 50 jugadors s'enfrontaren en la modalitat de torneig suís i, després de 8 rondes, el campió fou Miquel Sesé.
L'any 2007 i 2009 es van jugar la segona i tercera edició, respectivament, a Granollers. Ambdues edicions les guanyà Joan Ramon Manchado.
El mundial de 2011 el van organitzar conjuntament la Unió Faristolaire i la Federació Internacional de Scrabble en Català a Mataró.
L'any 2013 s'organitzà el 5è Mundial de Scrabble en català, a Mataró, per la Unió Faristolaire, Finalitzada la cinquena edició del campionat, la Unió Faristolaire anuncià que el Campionat Mundial de Scrabble en Català esdevé un campionat de periodicitat anual.
La sisena edició es disputà al Prat de Llobregat, el 15 i 16 de novembre de 2014 i tingué 52 participants.
L'any 2015, tot i haver anunciat el 2013 que el campionat tindria una periodicitat anual, no va haver-hi campionat mundial de modalitat clàssica. En comptes d'això, es va realitzar el 1r Campionat Mundial de Scrabble Duplicat en Català, que es jugava en modalitat duplicada de forma simultània al Prat de Llobregat i Manacor. Aquest campionat fou coorganitzat, entre altres entitats, per la UF i l'AJUSC.
El 2016 es jugà la 7a edició del Mundial de Scrabble en Català, altra vegada en modalitat clàssica 1 contra 1, a Barcelona, el 17 i 18 de desembre, en el marc de la 5a fira DAU Barcelona i organitzat per l'Associació de Jugadors de Scrabble en català, que prenia el relleu definitiu de la Unió Faristolaire en l'organització del mundial. El campió fou Marc Vigo, que també havia guanyat el mundial clàssic els anys 2013 i 2014 i, per tant, es convertí en el primer jugador a guanyar 3 vegades el campionat mundial clàssic.
L'any 2017 va organitzar-se el 2n Campionat Mundial de Scrabble Duplicat, amb doble seu a Matadepera i Palma, on 42 jugadors van enfrontar-se simultàniament al mateix tauler durant 2 partides. El campió fou Miquel Sesé, i així va esdevenir el primer jugador a guanyar les dues modalitats del mundial, clàssica i duplicada.
El juny de 2018, l'Associació de Jugadors de Scrabble en Català anuncià que la 8a edició del campionat en modalitat clàssica es jugaria a Manacor, el 17 i 18 de novembre de 2018. Aquesta edició tingué 85 participants, rècord de participació fins aleshores, i el campió fou en Carles Cassanyes.
L'any 2019, el 23 de novembre, es disputà el 3r Campionat Mundial de Scrabble Duplicat, amb doble seu a Vilafranca del Penedès i Vilafranca de Bonany, amb 37 participants competint durant 2 partides.
El 19 i 20 de novembre de 2022 es va jugar el 9è Campionat Mundial de Scrabble, en modalitat clàssica, amb 45 participants. En fou campió Carles Cassanyes i, d'aquesta manera, i així va esdevenir el segon jugador en guanyar les dues modalitats del campionat, clàssica i duplicada.
L'any 2024, el 16 i 17 de novembre, es disputà el 10è Campionat Mundial de Scrabble, en modalitat clàssica, amb més de 60 participants, a Porreres. La campiona fou Aina Garcia, la primera dona en la història d'aquest campionat en aconseguir-ho. També fou la primera vegada que un jugador illenc aconseguia guanyar el campionat. La subcampiona fou Beatriu Defior i el tercer classificat Antoni Riera, tots dos illencs. Per tant, l'edició de 2024 també fou la primera vegada que el pòdium dels tres primers classificats estava format exclusivament per jugadors illencs.

## Palmarès del Mundial de Scrabble en català
| Any  | Modalitat | Seu del campionat                             | Campió              | Subcampió           | 3r classificat     | Nombre de participants |
| ---- | --------- | --------------------------------------------- | ------------------- | ------------------- | ------------------ | ---------------------- |
| 2005 | Clàssica  | Viladecavalls                                 | Miquel Sesé         | Joan Ramon Manchado | Marc Vigo          | 50                     |
| 2007 | Clàssica  | Granollers                                    | Joan Ramon Manchado | Màrius Serra        | Pau Vidal          | 30                     |
| 2009 | Clàssica  | Granollers                                    | Joan Ramon Manchado | Miquel Sesé         | Màrius Serra       | 24                     |
| 2011 | Clàssica  | Mataró                                        | Miquel Sesé         | Ernest Teniente     | Anna Genís         | 52                     |
| 2013 | Clàssica  | Mataró                                        | Marc Vigo           | Josep Maria Martí   | Miquel Sesé        | 58                     |
| 2014 | Clàssica  | El Prat de Llobregat                          | Marc Vigo           | Anna Genís          | Lluís de Yzaguirre | 52                     |
| 2015 | Duplicada | el Prat de Llobregat i Manacor                | Josep Maria Martí   | Lluís de Yzaguirre  | Anna Maria Genís   | 54                     |
| 2016 | Clàssica  | Barcelona                                     | Marc Vigo           | Joan Ramon Manchado | Miquel Sesé        | 68                     |
| 2017 | Duplicada | Matadepera i Palma                            | Miquel Sesé         | Carles Cassanyes    | Lluís de Yzaguirre | 46                     |
| 2018 | Clàssica  | Manacor                                       | Carles Cassanyes    | Joan Ramon Manchado | Josep Maria Martí  | 85                     |
| 2019 | Duplicada | Vilafranca del Penedès i Vilafranca de Bonany | Lluís de Yzaguirre  | Miquel Sesé         | Carles Cassanyes   | 37                     |
| 2022 | Clàssica  | Molins de Rei                                 | Carles Cassanyes    | Albert Rodríguez    | Lluís de Yzaguirre | 45                     |
| 2023 | Duplicada | Lloret de Vistalegre i El Vendrell            | Antoni Riera        | Carles Cassanyes    | Xisco Truyols      | 27                     |
| 2024 | Clàssica  | Porreres                                      | Aina Garcia         | Beatriu Defior      | Antoni Riera       | 66                     |